# Zamek Isenburski

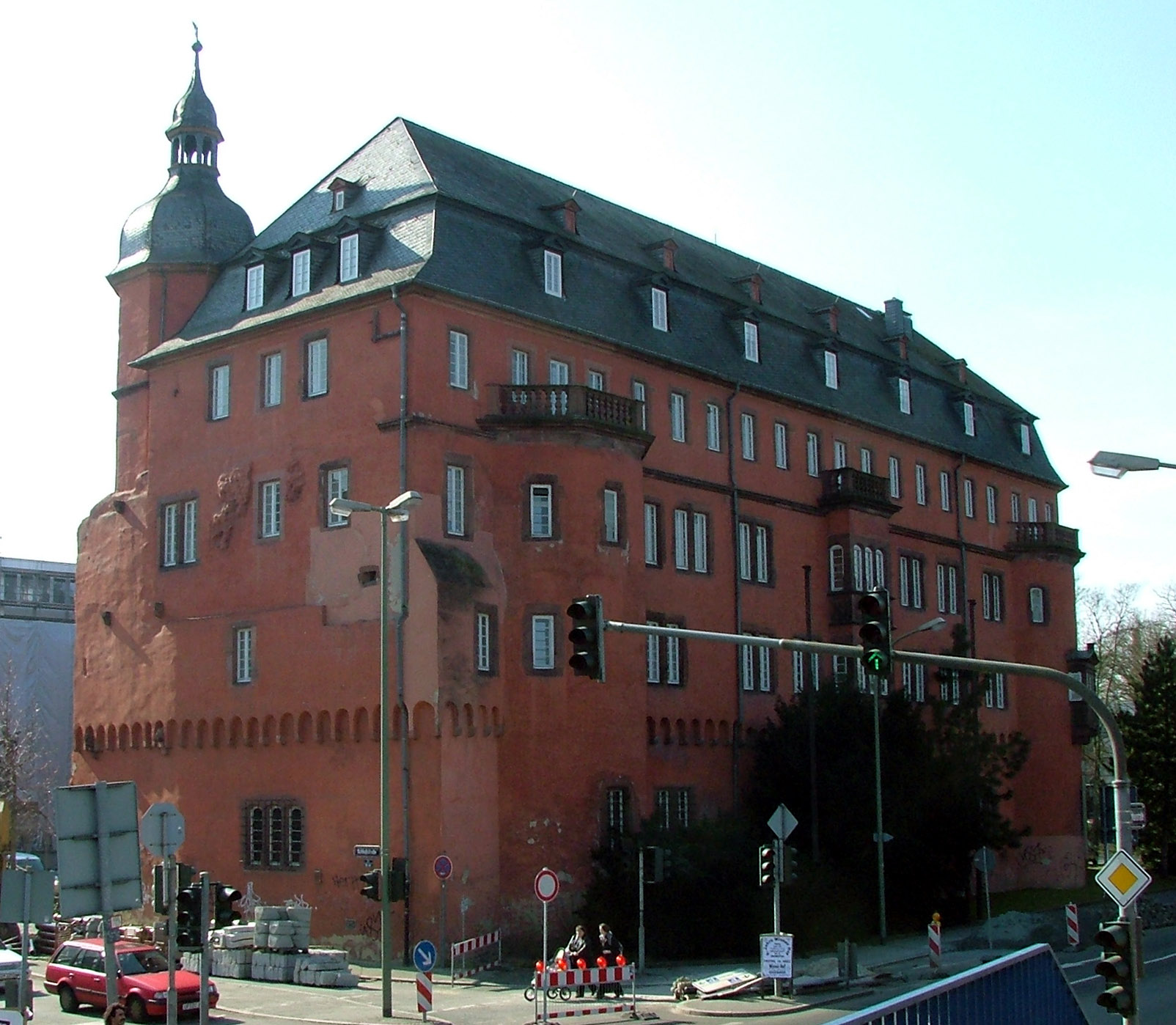
Widok północny od Menu

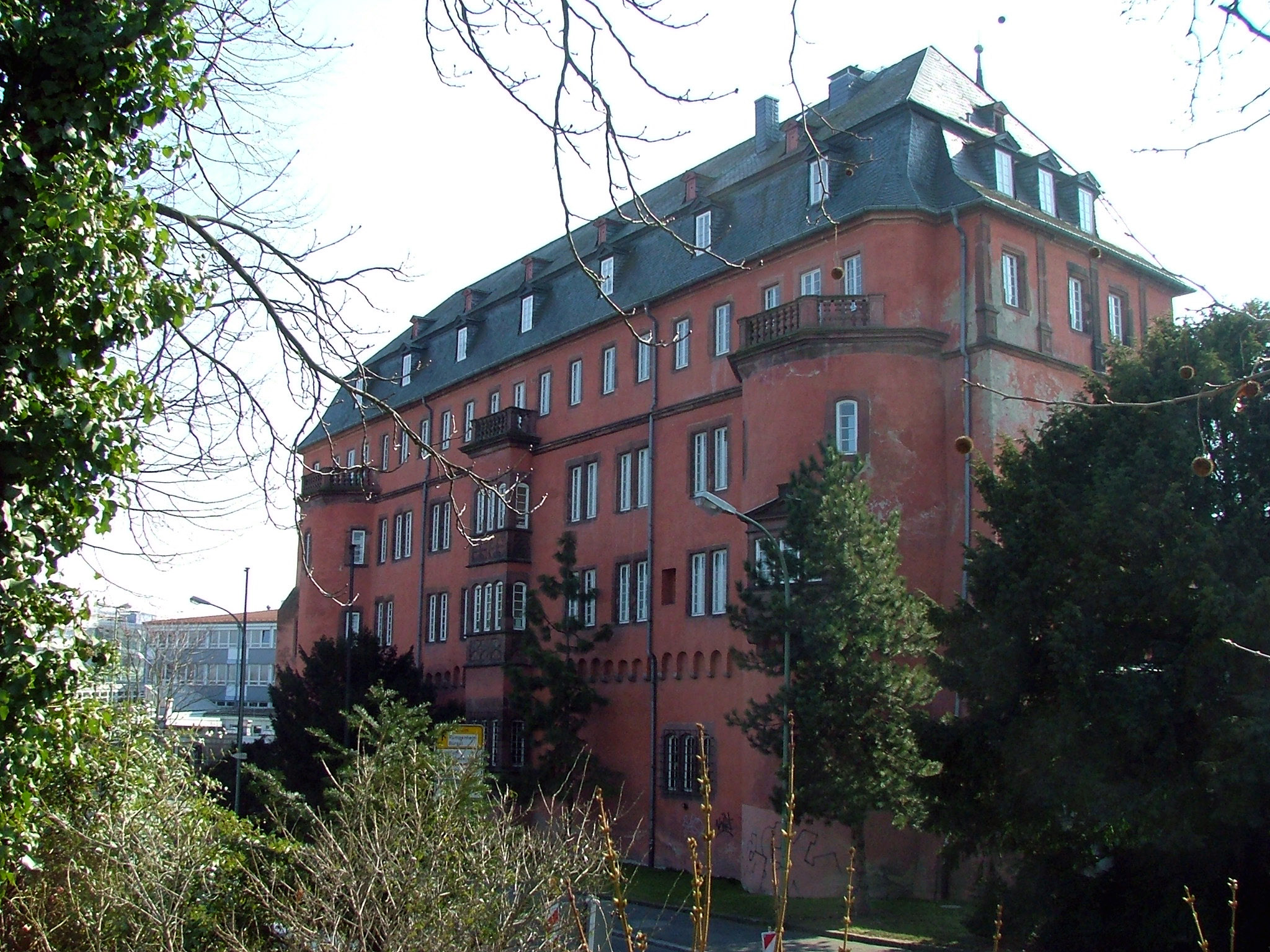
Widok północny od Menu

Zamek Isenburski (niem. Isenburger Schloss) – renesansowy zamek w niemieckim mieście Offenbach am Main. Średniowieczny ród Isenburgów nakazał go w XVI wieku wybudować. Wśród historyków sztuki uchodzi za ważną budowlę renesansową. Widać to zwłaszcza po różniących się od siebie fasadach od północnej i południowej strony zamku. Od strony południowej, w kierunku miasta, renesansowa fasada składa się z portyków między dwiema wieżami, a od północnej, od strony Menu obronną elewację z widocznymi starszymi częściami substancji budynku. Pierwotnie planowano wybudowanie zamku czteroskrzydłowego. Projekt nie został jednak zrealizowany.

## Historia
Hrabia Werner von Falkenstein nakazał wybudować fortecę wodną w 1394 roku. W 1599 zakończyła się budowa Zamku Isenburskiego. Krótko po zakończeniu budowy, w 1564 roku zamek spłonął. Odbudowie po tym pożarze zawdzięczamy zachowane do dziś galerie od południowej strony. Na zamku odbywały się znaczące historycznie kongresy, przykładowo w 1741 roku odnośnie do reformy konstytucji Rzeszy. Podczas wojny trzydziestoletniej zamek odegrał dużą rolę w odniesieniu do sąsiedniego miasta Frankfurtu nad Menem. Rezydował tu król szwedzki Gustaw II Adolf, próbując skłonić radę miasta Frankfurtu do kapitulacji.
W 1786 w zamku, wydzierżawionym od księcia Wolfganga Ernsta II von Isenburg, zamieszkał Jakub Frank, przywódca frankistów. Założył tam swój „dwór” z ok. 400 stałymi rezydentami. Schedę przekazał dzieciom: Józefowi i Rochowi oraz Ewie, która była jego sukcesorką i liderką ruchu.
W roku 1900 zamek przeszedł z własności prywatnej na własność Wielkiego Księstwa Hesji-Darmstadt. Ostatnia wojna spowodowała duże zniszczenia. Odbudowa, finansowana przez Hesję trwała aż po lata pięćdziesiąte.
Zamek odbudowano w latach 1952–1956 pod kierownictwem architekta Paula Friedricha Posenenske (zapoczątkowano przez Erwina Schwarzera) i przygotowano do użytkowania jako miejski urząd budowlany (Bauamt). Wiele detali fasady zostało pieczołowicie odrestaurowanych, wewnątrz zamek został wyposażony współcześnie. W 1977 pomalowano zamek na pomarańczowo. Około 2000 roku wyremontowano wnętrze zamku, a w 2007 rozpoczęto renowację fasady.

## Dzisiejsze użytkowanie
Zamek Isenburski jest dziś częścią kampusu Wyższej Szkoły Projektowania/Designu w Offenbach am Main. Znajdują się tutaj wydziały malarstwa i fotografii, jak i pracownia komputerowa. Zamek jest własnością Hesji.